# Cristina Carp
Cristina Carp (Tekucs, 1997. július 28. –) román női válogatott labdarúgó. A svájci első osztályú Young Boys játékosa.

## Pályafutása

### Klubcsapatokban
Kolozsvárott kezdte karrierjét és már 15 évesen bemutatkozhatott a felnőttek között. Az Olimpia Cluj színeiben négy bajnoki címmel és egy kupagyőzelemmel gazdagodott, mielőtt a Pink Bari csapatához szerződött volna a 2019–2020-as szezonra. Itt 16 meccsen 4 alkalommal talált be ellenfelei hálójába, de szerződését nem hosszabbította meg és a dán Fortuna Hjørring gárdájához igazolt a szezon végén. Dániában bronzéremhez segítette a zöld-fehéreket, azonban az idény befejezésével ismét váltott és a svájci Luganóhoz kötelezte el magát, ahol 17 találkozón hétszer volt eredményes.
Az olasz Sampdoria mezében kezdte meg a 2021–2022-es évadot, 7 meccs után pedig a másodosztályú Como gárdájához csatlakozott, akikkel az év végén feljutott az élvonalba. Az észak-olasz csapat több játékosától - köztük Carptól is - megvált az idény végén, így újra Svájcban, a Young Boys-nál kötött ki.

### Válogatottban
2017. január 20-án Hollandia ellen lépett első alkalommal pályára nemzeti színekben.

## Sikerei, díjai

### Klubcsapatokban
Román bajnok (4):
- Olimpia Cluj (4): 2015–2016, 2016–2017, 2017–2018, 2018–2019

 Román kupagyőztes (1):
- Olimpia Cluj (1): 2017

 Olasz másodosztályú bajnok (1):
- Como (1): 2021–2022

   Svájci kupagyőztes (1):
- Young Boys (1): 2024